# حسن‌آباد (مهریز، غرب)
حسن‌آباد یک روستا در ایران است که در دهستان تنگ چنار شهرستان مهریز واقع شده‌است. حسن‌آباد ۱۶ نفر جمعیت دارد.